# Coole (Marne)
Pour les articles homonymes, voir Coole.
Coole (/kɔl/) est une commune française située dans le département de la Marne, en région Grand Est.

## Géographie
|         | Faux-Vésigneul |                      |
| Soudé   | Coole          | Pringy               |
| Sompuis |                | Maisons-en-Champagne |

- Source de la rivière Coole qui se jette dans la Marne.
- La commune est sur la route nationale 4.

### Hydrographie
La commune est dans la région hydrographique « la Seine de sa source au confluent de l'Oise (exclu) » au sein du bassin Seine-Normandie. Elle est drainée par la Coole,.
La Coole, d'une longueur de 30 km, prend sa source dans la commune  et se jette  dans la Marne à Compertrix, après avoir traversé dix communes. 

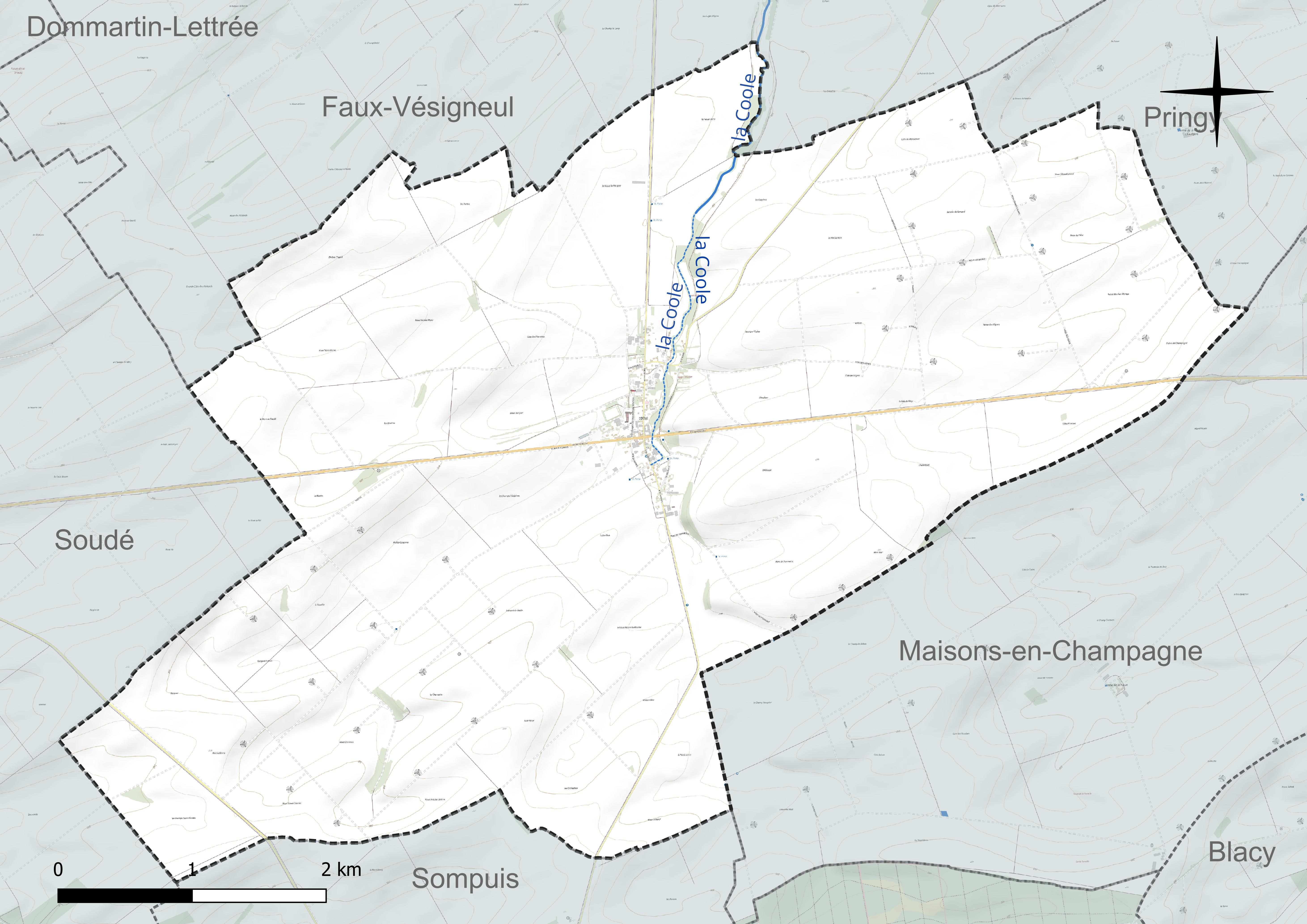
Réseau hydrographique de Coole.

### Climat
Pour des articles plus généraux, voir Climat du Grand Est et Climat de la Marne.
En 2010, le climat de la commune est de type climat océanique dégradé des plaines du Centre et du Nord, selon une étude du Centre national de la recherche scientifique s'appuyant sur une série de données couvrant la période 1971-2000. En 2020, Météo-France publie une typologie des climats de la France métropolitaine dans laquelle la commune est exposée à un climat océanique altéré et est dans la région climatique  Nord-est du bassin Parisien, caractérisée par un ensoleillement médiocre, une pluviométrie moyenne régulièrement répartie au cours de l’année et un hiver froid (3 °C). 
Pour la période 1971-2000, la température annuelle moyenne est de 10,8 °C, avec une amplitude thermique annuelle de 15,9 °C. Le cumul annuel moyen de précipitations est de 753 mm, avec 12,3 jours de précipitations en janvier et 8,5 jours en juillet. Pour la période 1991-2020, la température moyenne annuelle observée sur la station météorologique de Météo-France la plus proche, « Sommesous », sur la commune de Sommesous à 14 km à vol d'oiseau, est de 10,8 °C et le cumul annuel moyen de précipitations est de 816,9 mm. 
La température maximale relevée sur cette station est de 42,2 °C, atteinte le 25 juillet 2019 ; la température minimale est de −26,5 °C, atteinte le 14 février 1956,,. 
Les paramètres climatiques de la commune ont été estimés pour le milieu du siècle (2041-2070) selon différents scénarios d'émission de gaz à effet de serre à partir des nouvelles projections climatiques de référence DRIAS-2020. Ils sont consultables sur un site dédié publié par Météo-France en novembre 2022.

## Urbanisme

### Typologie
Au 1er janvier 2024, Coole est catégorisée commune rurale à habitat dispersé, selon la nouvelle grille communale de densité à sept niveaux définie par l'Insee en 2022.
Elle est située hors unité urbaine et hors attraction des villes,.

### Occupation des sols
L'occupation des sols de la commune, telle qu'elle ressort de la base de données européenne d’occupation biophysique des sols Corine Land Cover (CLC), est marquée par l'importance des territoires agricoles (98,4 % en 2018), une proportion sensiblement équivalente à celle de 1990 (98,7 %). La répartition détaillée en 2018 est la suivante : 
terres arables (97 %), zones urbanisées (1,6 %), zones agricoles hétérogènes (1,5 %). L'évolution de l’occupation des sols de la commune et de ses infrastructures peut être observée sur les différentes représentations cartographiques du territoire : la carte de Cassini (XVIIIe siècle), la carte d'état-major (1820-1866) et les cartes ou photos aériennes de l'IGN pour la période actuelle (1950 à aujourd'hui).

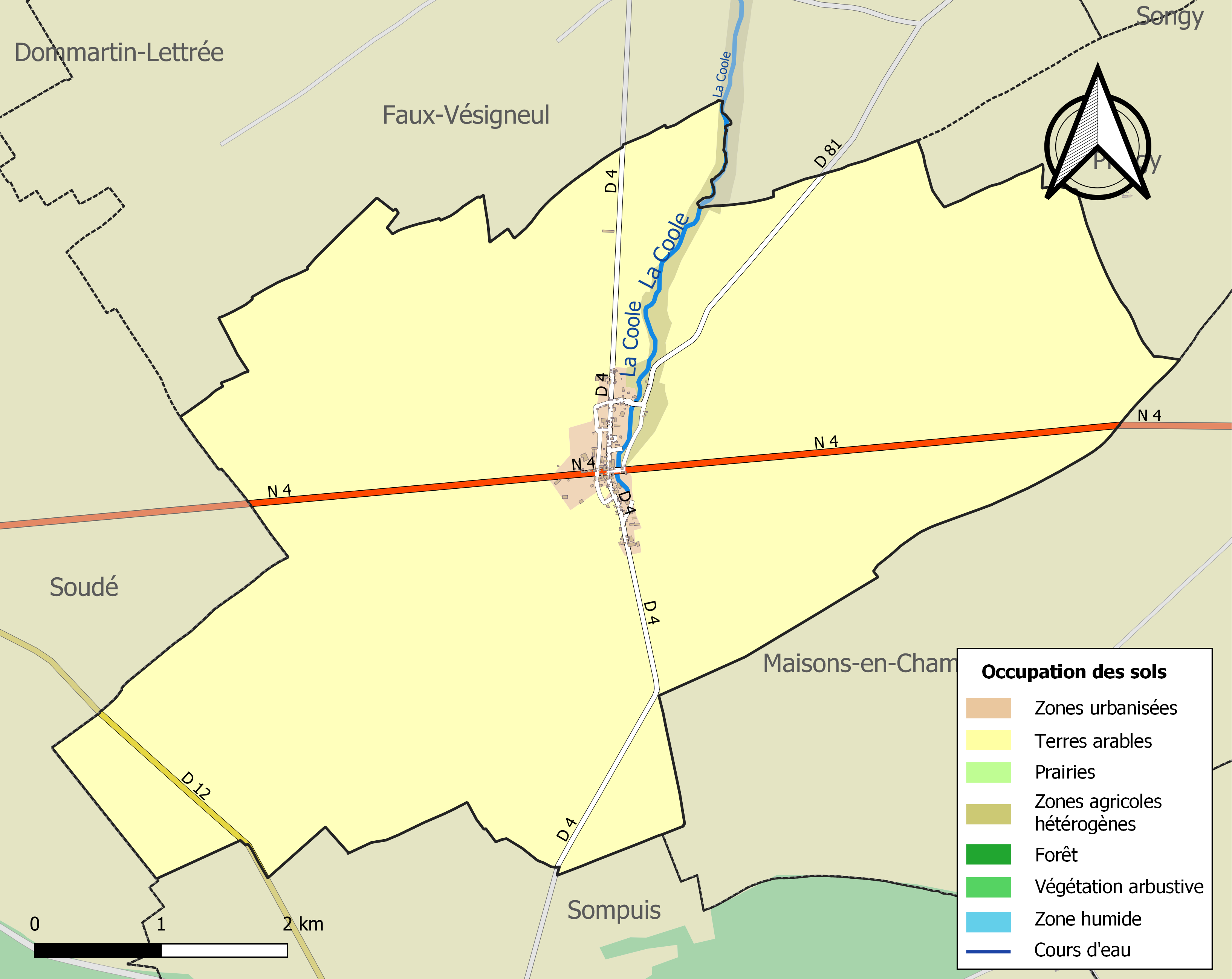
Carte des infrastructures et de l'occupation des sols de la commune en 2018 (CLC).

## Toponymie
Le nom de la localité est attesté sous les formes suivantes : Cosla en 983, Cosle en 1117 ; Kosla en 1135 ; Coola, castrum Coole en 1187 ; Cola en 1191 ; Cossla en 1210 ; Cole vers 1222 ; Coule, Coulle vers 1252 ; Coole en 1263 ; Villa que Cole vulgaliter appellatur en 1276 ; Coosle en 1469 ; Coole-en-Champaigne en 1504.
La rivière Coole (dont la graphie était encore assez récemment Cosle ou Côle) est une rivière du département de la Marne, affluent de la Marne et donc sous-affluent de la Seine. Sa source se trouve sur le territoire de la commune. Le nom proviendrait du gaulois coslo-, « noisetier ».

## Histoire

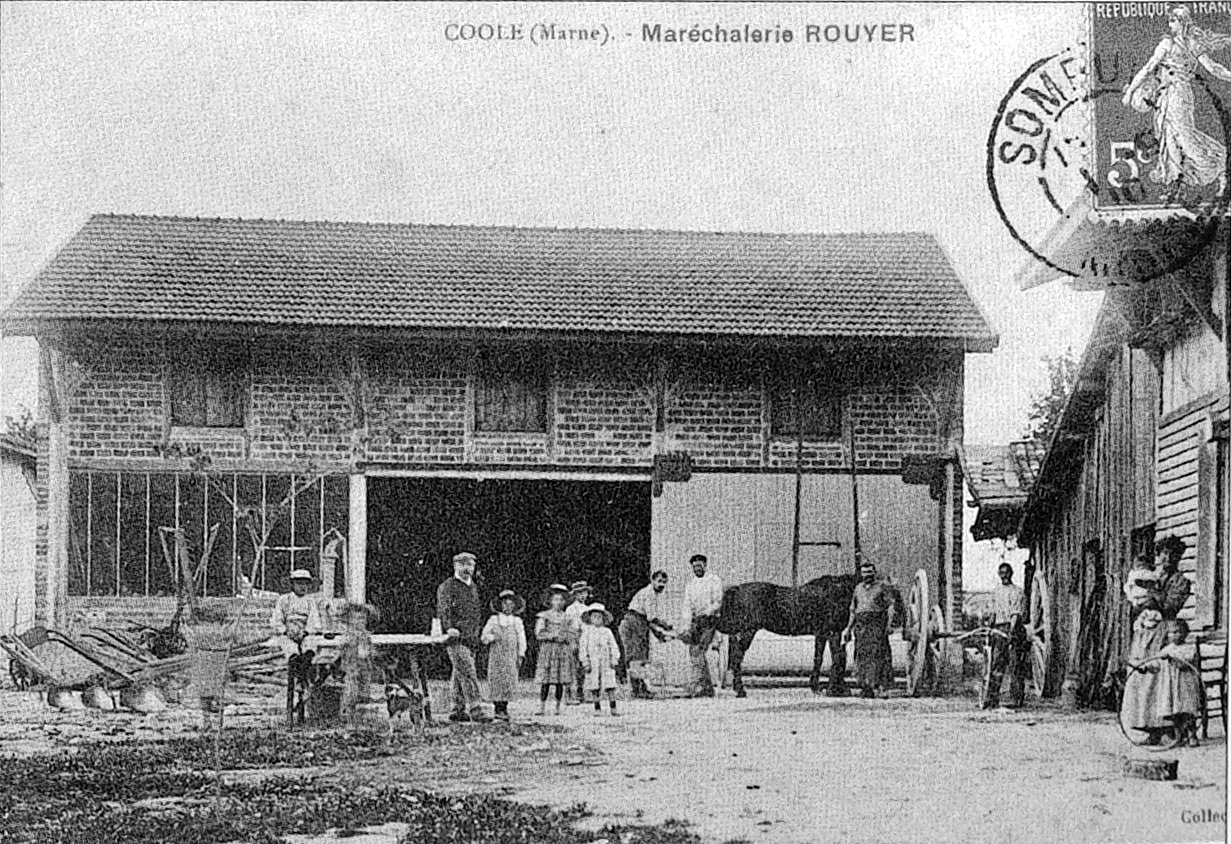
Le maréchal ferrant Rouyer.

- Le 12 novembre 1870, le ballon monté Niepce s'envole de la gare d'Orléans à Paris alors assiégé par les Prussiens et termine sa course à Coole après avoir parcouru 196 kilomètres[17].

## Politique et administration
| Période                                  | Période      | Identité            | Étiquette | Qualité                                     |
| ---------------------------------------- | ------------ | ------------------- | --------- | ------------------------------------------- |
| Les données manquantes sont à compléter. |              |                     |           |                                             |
|                                          | 1878         | Oudard              |           |                                             |
| 1879                                     |              | Boisselet           |           |                                             |
| 2001                                     | juillet 2020 | José Songy          | DVD       | Agriculteur Réélu pour le mandat 2014-2020, |
| juillet 2020                             | En cours     | Jean-Claude Dulieux |           |                                             |

## Démographie
L'évolution du nombre d'habitants est connue à travers les recensements de la population effectués dans la commune depuis 1793. Pour les communes de moins de 10 000 habitants, une enquête de recensement portant sur toute la population est réalisée tous les cinq ans, les populations de référence des années intermédiaires étant quant à elles estimées par interpolation ou extrapolation. Pour la commune, le premier recensement exhaustif entrant dans le cadre du nouveau dispositif a été réalisé en 2005.

En 2022, la commune comptait 156 habitants, en évolution de +8,33 % par rapport à 2016 (Marne : −1,19 %, France hors Mayotte : +2,11 %).
| 1793 | 1800 | 1806 | 1821 | 1831 | 1836 | 1841 | 1846 | 1851 |
| ---- | ---- | ---- | ---- | ---- | ---- | ---- | ---- | ---- |
| 282  | 278  | 295  | 260  | 270  | 295  | 326  | 341  | 298  |

| 1856 | 1861 | 1866 | 1872 | 1876 | 1881 | 1886 | 1891 | 1896 |
| ---- | ---- | ---- | ---- | ---- | ---- | ---- | ---- | ---- |
| 283  | 283  | 290  | 291  | 270  | 284  | 267  | 255  | 256  |

| 1901 | 1906 | 1911 | 1921 | 1926 | 1931 | 1936 | 1946 | 1954 |
| ---- | ---- | ---- | ---- | ---- | ---- | ---- | ---- | ---- |
| 245  | 240  | 226  | 221  | 235  | 245  | 207  | 228  | 224  |

| 1962 | 1968 | 1975 | 1982 | 1990 | 1999 | 2005 | 2006 | 2010 |
| ---- | ---- | ---- | ---- | ---- | ---- | ---- | ---- | ---- |
| 218  | 202  | 185  | 176  | 173  | 156  | 143  | 144  | 141  |

| 2015 | 2020 | 2022 | - | - | - | - | - | - |
| ---- | ---- | ---- | - | - | - | - | - | - |
| 145  | 150  | 156  | - | - | - | - | - | - |

## Culture locale et patrimoine

### Lieux et monuments

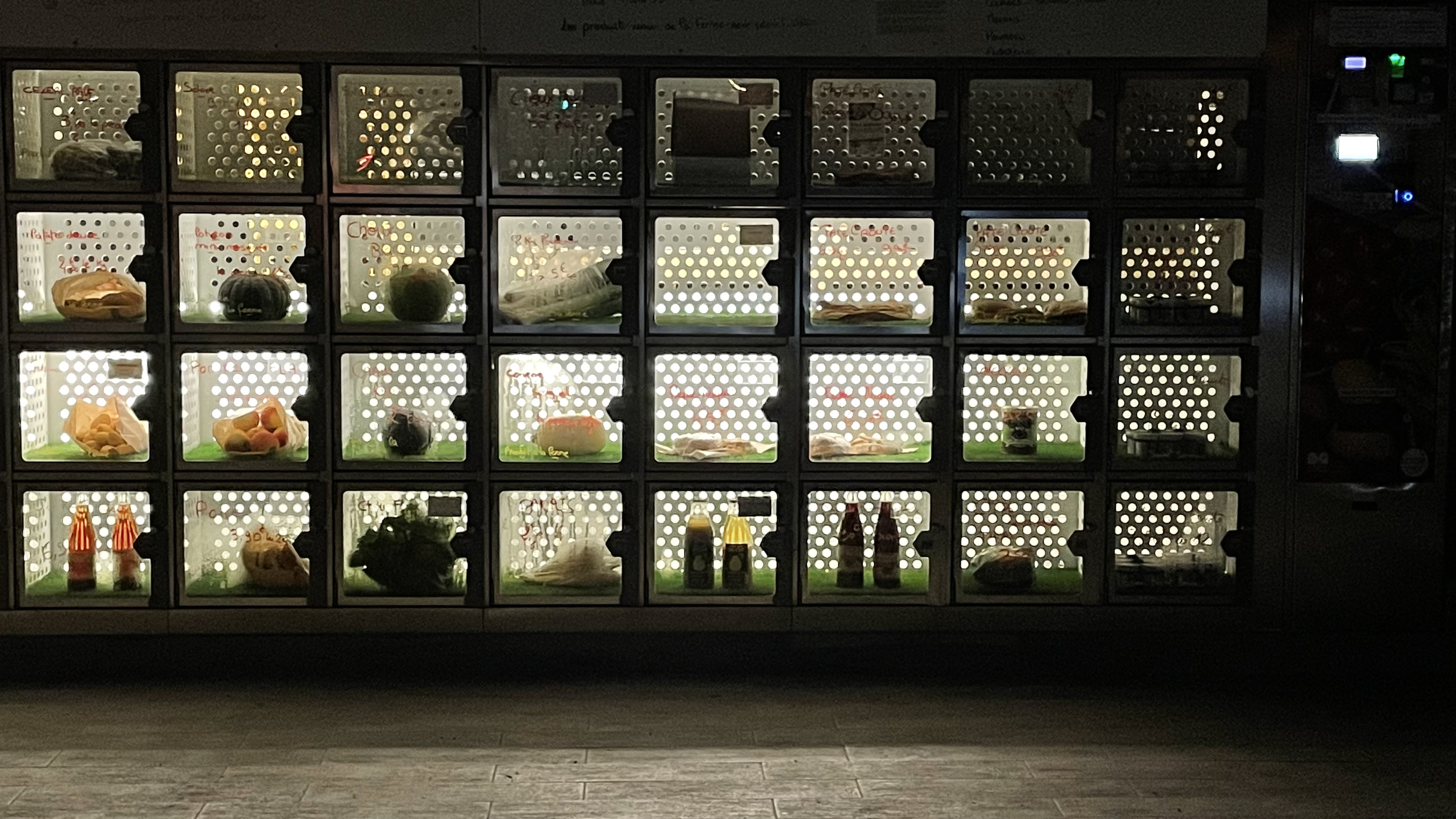
Self-service de produits fermiers

La commune de Coole propose à ses habitants un self-service de produits fermiers de qualité  (laitages, légumes, fruits, pâtisseries, huiles et vinaigres, charcuterie).

### Héraldique
| Blason de Coole | Blason  | De gueules à deux bandes ondées abaissées d'argent, accompagnées en chef d'un crosseron du même ; au franc-quartier d'azur chargé de trois besants d'or rangés en bande. |
| Blason de Coole | Détails | Le statut officiel du blason reste à déterminer. |